# 만칼라

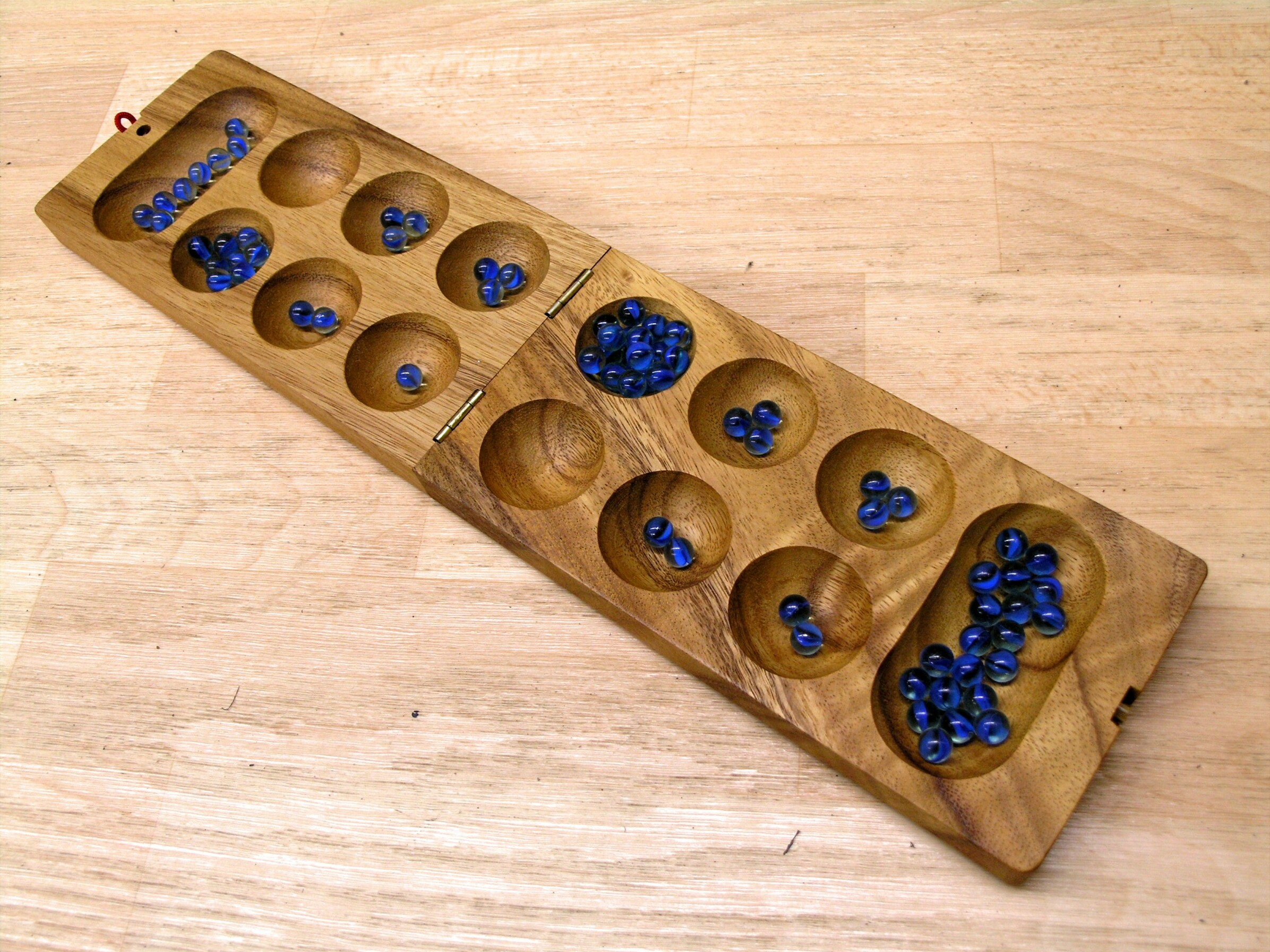
만칼라 게임판

만칼라(Mancala)는 두 개의 큰 항아리와 12개의 작은 항아리를 가지고 구슬을 하나씩 나누어 담으면서 구슬을 자기 쪽의 항아리로 옮겨, 구슬의 수를 비교해 많이 가져간 사람이 승리하는 게임이다.
게임은 다음과 같이 게임판에 구슬을 배치하고, 각 게임자가 좌우의 큰 항아리를 나누어 가짐으로써 시작된다. 게임자의 시선 오른쪽에 있는 항아리가 자기 항아리가 된다.

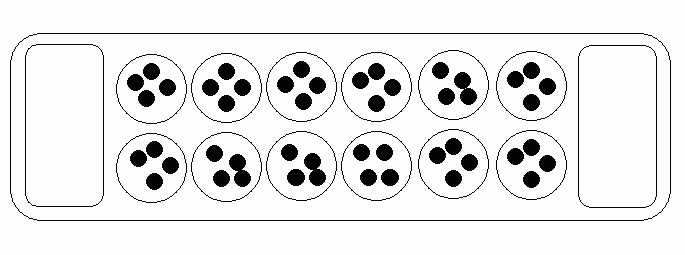
처음 시작할 때의 배치

- 차례가 돌아온 게임자는 구슬이 들어있는 12개의 작은 항아리 중 하나를 선택하여 그 다음 항아리부터 상대의 큰 항아리를 제외한 나머지에 반시계 방향으로 구슬을 하나씩 나누어 넣는다. 자신의 큰 항아리에 들어간 구슬은 움직이지 않으며, 자신의 소유가 된다.
  - 어떤 게임의 경우에는, 마지막 구슬이 자신의 큰 항아리에 들어갔을 때 다시 한번 더 진행할 수 있는 경우도 있다.
- 잡기(Capturing): 게임자가 마지막 구슬을 비어있는 작은 항아리에 넣었을 때, 반대편의 항아리에 구슬이 있으면 그 구슬을 모두 자신의 소유로 할 수 있다.
  - 이것은 일반적인 규칙은 아니며, 규칙에 따라서는 잡을 수 있는 조건이 다르기도 하다.

## 같이 보기
- 오와레